# توماس وود (سياسي أمريكي)
توماس وود (بالإنجليزية: Thomas Wood)‏ هو سياسي أمريكي، ولد في 1792، وتوفي في 1861.